# Ornithogalum demirizianum
Ornithogalum demirizianum är en sparrisväxtart som beskrevs av Malyer och Mehmet Koyuncu. Ornithogalum demirizianum ingår i släktet stjärnlökar, och familjen sparrisväxter. Inga underarter finns listade i Catalogue of Life.